# Popnoname

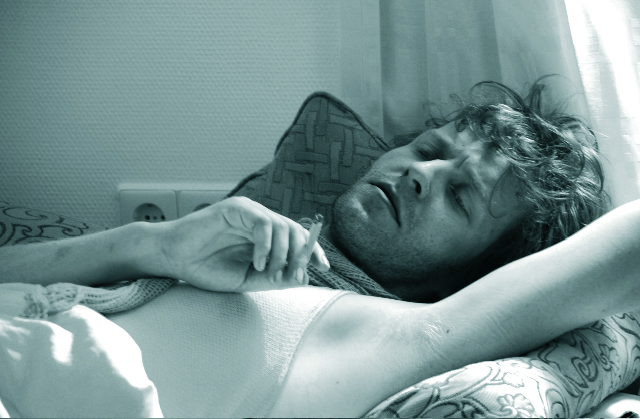
Popnoname

Popnoname, eigentlich Jens-Uwe Beyer (* 1978 auf Fehmarn) ist ein deutscher Musiker.

## Leben
Nach mehreren Beiträgen für die Popambient-Reihe auf dem Kölner Label Kompakt und verschiedenen EPs auf Italic und FIRM veröffentlichte er 2007 sein Debütalbum White Album auf Italic, 2008 dann Surrounded by Weather und sein drittes Album 50° auf dem Label PNN. Seither erschienen mehrere Kompilationsbeiträge auf verschiedenen Labels wie Kompakt, Magazine oder Grönland. Seine Live-Auftritte führten ihn u. a. nach Mexiko, Sydney, Moskau, New York und Tokio.
Als Jens-Uwe Beyer arbeitet er mit Musikern und Künstlern wie Jaki Liebezeit, Albert Oehlen, John Stanier (Battles), Jan Philipp Janzen (Von Spar) oder Michaela Dippel (Ada) zusammen.
Beyer lebt seit 2000 in Köln. Er ist Mitbegründer des Kölner Labels Magazine.

## Diskografie
Alben
- 2007: PopnonameWhite Album (Italic)
- 2008: PopnonameSurrounded by Weather (Italic)
- 2010: PopnonameSurrounded By Mars (Plaza In Crowd)
- 2010: Drums Off Chaos & Jens-Uwe Beyer (Magazine)
- 2010: Cologne Tape Render (Magazine)
- 2012: Jens-Uwe Beyer  Red Book (Magazine)
- 2013: Popnoname 50° (PNN)
- 2015: Jens-Uwe Beyer The Emissary (Kompakt)
- 2017: Cologne Tape Welt (Magazine)
- 2019: Jens-Uwe Beyer & Albert Oehlen Yellow Book (Magazine & Gagosian)
- 2020: Popnoname Horizons (Feines Tier)

Singles & EP’s
- 2005 Piece (Firm)
- 2006 I Want You For Popnoname (Firm)
- 2006 You Are Popnoname (Italic)
- 2006 Credits (Italic)
- 2007 London, Paris, New York (Italic)
- 2008 Surrounded by Weather Remixes 1 (Italic)
- 2008 Surrounded by Weather Bonus EP (Italic)
- 2009 Save The World (Fountain Music)
- 2010 Hello Gorgeous (Kompakt Pop)
- 2010 Spaces (POP!)
- 2010 λ (Lambda) Von Spar – Foreigner (Italic)
- 2011 Magazine – Concerts, Festivals, Shows and Other Special Events (Magazine)
- 2011 Hiroshi Watanabe & Popnoname – Star Spell (Fountain Music)
- 2013 Change (PNN)
- 2013 Agoria / Popnoname – Electronic Beats: Festival Edition Vol 3 (Electronic Beats)
- 2015 Amor Dark Pink Tencel Satin Suit (Magazine)
- 2016 The Emissary Revanche (Kompakt)
- 2016 Flowery Jacquard With Transparent Stripes Various – Nachti Banana (Nachtdigital)
- 2017 Black Ocean – Blue SeaVarious Public Folder #3 Golden Record Edition (Magazine)
- 2017 Bliss 1 (PNN)
- 2017 Bliss 2 (PNN)
- 2017 Bliss 3 (PNN)
- 2018 Bliss 4 (PNN)
- 2018 High Fidelity (Kollektiv 33)

| Compilations   |                                                                                                 |                               |      |
| Popnoname      | GoldVarious – Pop Ambient 2005                                                                  | Kompakt                       | 2004 |
| Popnoname      | WandelVarious – Pop Ambient 2006                                                                | Kompakt                       | 2005 |
| Popnoname      | HafenVarious – Pop Ambient 2007                                                                 | Kompakt                       | 2006 |
| Popnoname      | RomanceVarious – Cologne On Pop Festival Compilation 2006                                       | C/O Pop                       | 2006 |
| Popnoname      | FembriaVarious – Pop Ambient 2008                                                               | Kompakt                       | 2007 |
| Popnoname      | Lean OnVarious – Radio Lunatica: Z1 – The Space Cadet                                           | VIM Records                   | 2008 |
| Popnoname      | NightlinerVarious – Pop Ambient 2009                                                            | Kompakt                       | 2009 |
| Popnoname      | StormVarious – Beautia                                                                          | Fountain Music                | 2009 |
| Popnoname      | AsyaVarious – Doublemoon Remixed II                                                             | Doublemoon                    | 2009 |
| Popnoname      | 2012Various – The Sound of Cologne Vol. 4                                                       | Sound Of Cologne Records      | 2009 |
| Popnoname      | Deeper Than LoveVarious – E’De Love                                                             | E'De Cologne-Sound            | 2009 |
| Popnoname      | Deutz AirVarious – Pop Ambient 2010                                                             | Kompakt                       | 2010 |
| Popnoname      | Hello Gorgeous (Terranova Remix) Michael Mayer – Immer 3                                        | Kompakt                       | 2010 |
| Popnoname      | Hello GorgeousVarious – Total 11                                                                | Kompakt                       | 2010 |
| Popnoname      | Save The World (Instrumental Version) Various – A Year Gone By 2010: (Incl. 2010 Gone By Mix)   | Doppelgänger                  | 2010 |
| Jens-Uwe Beyer | VolaxVarious – Pop Ambient 2011                                                                 | Kompakt                       | 2011 |
| Popnoname      | Star SpellVarious – Deep Down In Toyko 2 – Independent Japanese Electronic Music Sampler        | Tretmuehle                    | 2011 |
| Magazine       | The Visitor’s Bureau (Magazine Edit) Various – Pop Ambient 2012                                 | Kompakt, Algorythmik Records  | 2012 |
| Popnoname      | Signs WordsVarious – 10 Years of Boxer                                                          | Boxer Recordings              | 2012 |
| Jens-Uwe Beyer | Conny Plank ReworkConny Plank – Who’s That Man – A Tribute to Conny Plank                       | Grönland Records              | 2013 |
| Jens-Uwe Beyer | Deutz Air 2Various – Pop Ambient 2013                                                           | Kompakt, Kompakt              | 2013 |
| Popnoname      | Touch (The Field Remix)Various – Permanent Vacation 3                                           | Permanent Vacation            | 2014 |
| Popnoname      | SfumatoVarious – Moon Rock 2                                                                    | Throne Of Blood               | 2014 |
| Jens-Uwe Beyer | WahnVarious – Moon Rock 2                                                                       | Throne Of Blood               | 2014 |
| Jens-Uwe Beyer | MöwenVarious – Pop Ambient 2015                                                                 | Kompakt                       | 2014 |
| Popnoname      | AnnaSven Väth – Coming Home                                                                     | Stereo Deluxe                 | 2014 |
| Jens-Uwe Beyer | St. PopVarious – Groove 156 / CD 65                                                             | Groove                        | 2015 |
| Jens-Uwe Beyer | Final 09 – Pop Ambient 2017                                                                     | Kompakt                       | 2016 |
| Jens-Uwe Beyer | Final 10 – Pop Ambient 2017                                                                     | Kompakt                       | 2016 |
| Jens-Uwe Beyer | AthosVarious - Pop Ambient 2018                                                                 | Kompakt                       | 2017 |
| Remixes        |                                                                                                 |                               |      |
| Popnoname      | Spex 72 (The Great Defender Remix) Various – Spex 72 EP                                         | C/O Pop                       | 2006 |
| Popnoname      | Cloud Seven (Popnoname Remix) Alessandro Crimi – Cloud Seven                                    | Italic                        | 2006 |
| Popnoname      | Spex 72 (The Great Defender Remix) Various – Don’t Play (Groove #101/N°10)                      | Groove                        | 2006 |
| Popnoname      | Auf Deutsch (VI GO Remix) Tanzmusik – Auf Deutsch Remixes                                       | Corporate Identity            | 2007 |
| Popnoname      | Zwei Herzen (Popnoname Alles Oder Nichts Remix) und 1 weiterer… Klee – Zwei Herzen              | Island Records                | 2008 |
| Popnoname      | The Walk (Popnoname From Munich To Paris Rmx) Andreas Heiszenberger – Untitled                  | Polytone Recordings           | 2009 |
| Popnoname      | Hybolt (Popnoname Remix) (as PNN )Von Spar – Hybolt                                             | Italic                        | 2009 |
| Popnoname      | Group Of People – Moral Support (Popnoname & Dee Pulse Remix)                                   | POP!                          | 2009 |
| Popnoname      | Marlena’s Eyes (Deepulse/Popnoname Remix) Bozzwell – Escape 5                                   | Firm                          | 2009 |
| Popnoname      | A Holiday (Popnoname Remix) On the Offshore – A Holiday: The Remixes                            | Riot Riot Technique           | 2010 |
| Popnoname      | Uh-Uh-UhStation 17 – Uh-Uh-Uh REMIXES                                                           | 17rec.                        | 2011 |
| Popnoname      | 90 (Popnoname Remix) Pompeya – 90 – The Remixes                                                 | Pro-tez Records               | 2011 |
| Popnoname      | Hurt Little Birds (Popnoname Remix) Piroth – Piroth Remixed                                     | Oma Gusti, Kranglan Broadcast | 2011 |
| Popnoname      | Eurythmics Take me to Your Heart (Popnoname Remix)Conny Plank – The Conny Plank reWork Sessions | Grönland Records              | 2013 |
| Magazine       | Crossing a Frozen Sea (Extended All Night Version)                                              | Testtoon                      | 2013 |
| Jens-Uwe Beyer | Brian Eno & Cluster Conny Plank ReworkConny Plank – Who’s That Man – A Tribute To Conny Plank   | Grönland Records              | 2013 |
| Jens-Uwe Beyer | Hello Wendy (Drums Off Chaos & Jens Uwe Beyer Remix) (as Jens Uwe Beyer) Sam Willis – Winterval | Arlen (2)                     | 2013 |
| Popnoname      | Roundtrip (Popnoname Remix) Abyss (Giuseppe Morabito)* – Roundtrip / Danceaway                  | Tulipa Recordings             | 2014 |
| Popnoname      | RegainJonas Bering – Regain EP                                                                  | Fountain Music                | 2014 |
| Magazine       | Fracking                                                                                        | Magazine                      | 2014 |
| Popnoname      | Bright Side of Life (Popnoname & J.P. Janzen Remix) 0ID – Bright Side of Life                   | PNN                           | 2015 |
| Popnoname      | Bright Side of Life (Popnoname Remix) 0ID – Bright Side of Life                                 | PNN                           | 2015 |
| Jens-Uwe Beyer | Moonland (Jens-Uwe Beyer Remix) Dream Weapons – The Moonland Remixes                            | Holger                        | 2015 |
| Jens-Uwe Beyer | Cherry Red (Jens-Uwe Beyer Mix) Barnt – Magazine 131.                                           | Magazine                      | 2015 |
| Jens-Uwe Beyer | Tei (Barnt & Jens-Uwe Beyer Remix)Fango – Tuono Remixed                                         | Degustibus Music              | 2016 |
| Jens-Uwe Beyer | Moonshine Tangerine – The Emissary Revanche                                                     | Revanche (2)                  | 2016 |
| Jens-Uwe Beyer | Faust - Colorist                                                                                | Baumusik                      | 2017 |
| Magazine       | Albert Oehlen / Wendy Gondeln Projections                                                       | Corbett vs. Dempsey           | 2018 |

## Theater
Unter Jens-Uwe Beyer komponierte er bisher die Theatermusik zu Der Streit von Pierre Carlet de Marivaux für die Bühnen der Stadt Köln, Salome von Oscar Wilde im Markgrafentheater Erlangen, Margot & Hannelore von Marc Becker im Theaterhaus Jena (Preisträger Impulse), Johnnys Jihad von Marc Pommerening, ein Auftragswerk von Nike Wagner für das Kunstfest Weimar, Der Bus von Lukas Bärfuss für die Wuppertaler Bühnen, Hamlet von William Shakespeare, preisgekrönt im Staatstheater Regensburg, und Die Panik sowie Die Dummheit von Rafael Spregelburd für das Staatstheater Karlsruhe und das Schauspielhaus Wuppertal.
| Theater/Opermusik          | Autor                     | Ort                            | Regie                 |
| Der Streit                 | Pierre Carlet de Marivaux | Schauspielhaus Köln            | Christian v. Treskow  |
| Salome                     | Oscar Wilde               | Markgrafentheater Erlangen     | Christian v. Treskow  |
| Margot & Hannelore         | Marc Becker               | Theaterhaus Jena               | Christian v. Treskow  |
| Johnnys Jihad              | Marc Pommerening          | Kunstfest Weimar / Nike Wagner | Christian v. Treskow  |
| Der Bus                    | Lukas Bärfuss             | Wuppertaler Bühnen             | Christian v. Treskow  |
| Hamlet                     | William Shakespeare       | Theater Regensburg             | Christian v. Treskow  |
| Die Panik                  | Rafael Spregelburd        | Staatstheater Karlsruhe        | Christian v. Treskow  |
| Die Dummheit               | Rafael Spregelburd        | Schauspielhaus Wuppertal       | Christian v. Treskow  |
| Die Zauberflöte            | Wolfgang A. Mozart        | Wuppertaler Bühnen             | Christian v. Treskow  |
| Nowhere Out                | Hans Werner Krösinger     | Staatstheater Karlsruhe        | Hans Werner Krösinger |
| Kasimir & Karoline         | Ödön v. Horvath           | Staatstheater Nürnberg         | Georg Schmiedleitner  |
| Das Käthchen von Heilbronn | Heinrich von Kleist       | Staatstheater Augsburg         | Christian v. Treskow  |
| Mephisto                   | Klaus Mann                | Theater Osnabrück              | Christian v. Treskow  |

## Ausstellungen
| Ausstellungen/Art Konzerte (Auswahl)                         |  | Kollaboration                                 |  |
| Jens-Uwe Beyer, FSH, Köln „Comment“                          |  |                                               |  |
| Popnoname, General Public, Berlin „Unauthorized Commercials“ |  | Kollaboration / Graw Böckler                  |  |
| Passos Manuel, Porto „Unauthorized Commercials“              |  | Kollaboration / Graw Böckler                  |  |
| Popnoname, Quartier 206, Berlin, Fashion Show                |  | Kollaboration / Little Red Riding Hood        |  |
| Popnoname, Kölner Kunstverein „White Album“                  |  | Kollaboration / Kjubh Kunstverein             |  |
| Haus der Musik / Insel Hombroich                             |  |                                               |  |
| „The Reality of the Unbuilt“                                 |  | Kollaboration / Moritz Wegwerth               |  |
| Cologne Tape                                                 |  | Kollaboration / Phil Collins                  |  |
| Museum Ludwig, Köln „Flutes By Phil Collins“                 |  | (english artist)                              |  |
| Magazine at Ludwig Forum, Aachen + Konzert                   |  | Magazine Einzelausstellung                    |  |
| Magazine at Port25, Mannheim + Dj Set                        |  | Magazine Einzelausstellung                    |  |
| 40 years Voyager Golden Record, Berlin                       |  | Kollaboration / Public Folder                 |  |
| Zeit 2 at Kling Klang, Düsseldorf                            |  | Kollaboration / Open Source Festival          |  |
| Zeit 2 at Emscher, Oberhausen                                |  | Emscher KunstFestival                         |  |
| Popnoname, MTV Fashion Awards, Berlin, BCC                   |  | Kollaboration / Little Red Riding Hood        |  |
| Jens-Uwe Beyer, Film Fashion Festival, Mex Df                |  | Kollaboration / Goethe-Institut Mex DF        |  |
| Museum Ludwig, Köln „Kompakt goes Ludwig“                    |  | Jens-Uwe Beyer Ambient Konzert                |  |
| Resonanz Gertrud, Köln                                       |  | Tiefgarage / Jens-Uwe Beyer Ambient Konzert   |  |
| St. Nikolai-Kirche, Fehmarn                                  |  | Jens-Uwe Beyer Ambient Konzert                |  |
| Drums Of Chaos, Schauspielhaus, Wuppertal                    |  | Kollaboration / Jaki Liebezeit ManosTsangaris |  |